# Jarne Teulings
Jarne Teulings (11 gennaio 2002) è una calciatrice belga, centrocampista del Fortuna Sittard e della nazionale belga.

## Carriera

### Club
Jarne Teulings ha iniziato a giocare nelle squadre giovanili del Rapide Wezemaal per poi passare all'OH Lovanio. Dopo aver fatto il suo esordio con l'OH Lovanio nella Super League, la massima serie del campionato belga, istituita dopo lo scioglimento della BeNe League, al termine della stagione 2018-19 si è trasferita al Genk.
Dopo una sola stagione al Genk, caratterizzata dall'interruzione dei campionati a causa della pandemia di COVID-19, si è trasferita all'Anderlecht, società campione belga in carica. Con la maglia color malva dell'Anderlecht ha esordito in un torneo internazionale per club, giocando le qualificazioni della UEFA Women's Champions League e ha vinto il suo primo campionato nazionale. Conclusa la stagione ha lasciato il Belgio per spostarsi nei vicini Paesi Bassi e giocare in Eredivisie col Twente, campione nazionale in carica. È rimasta al Twente solamente per la prima parte della stagione, nel corso della quale ha giocato nuovamente nelle qualificazioni della Champions League, senza che le olandesi accedessero alla fase a gironi. All'inizio del 2022 è tornata all'Anderlecht, conquistando per la seconda stagione di fila la Super League belga.
Per la stagione 2022-23 si è trasferita al Fortuna Sittard, società olandese iscritta per la prima volta all'Eredivisie, raggiungendo le connazionali ed ex-compagne di squadra all'Anderlecht Tessa Wullaert, Feli Delacauw e Isabelle Iliano.

### Nazionale
Jarne Teulings ha fatto parte di varie selezioni giovanili del Belgio, giocando diciannove partite con la selezione Under-17 e otto con la selezione Under-19, scendendo in campo nelle partite di qualificazione alle fasi finali dei campionati europei di categoria. Con la nazionale Under-19 ha preso parte alla fase finale del campionato europeo 2019 di categoria, torneo nel quale il Belgio perse tutte e tre le partite del girone e senza segnare alcuna rete.
Dopo aver ricevuto la prima convocazione nella nazionale maggiore dal selezionatore Ives Serneels nel mese di settembre 2020 in occasione di due partite valide per le qualificazioni al campionato europeo 2022, fece il suo esordio in nazionale il 27 ottobre successivo, scendendo in campo al posto di Janice Cayman nei minuti finali della partita vinta 9-0 in trasferta sulla Lituania. Nel corso del 2021 è stata impiegata con regolarità nelle partite valide per le campionato mondiale 2023, segnando le sue prime due reti in nazionale nella vittorie record per 19-0 sull'Armenia il 25 novembre 2021. A fine 2021 l'UEFA l'ha inserita nella lista delle dieci più promettenti giovani calciatrici europee.
Nel febbraio 2022 ha fatto parte della rosa della nazionale belga che ha vinto la Pinatar Cup, prima vittoria della Red Flames in un torneo internazionale.

## Statistiche

### Cronologia presenze e reti in nazionale
| Cronologia completa delle presenze e delle reti in nazionale ― Belgio | Cronologia completa delle presenze e delle reti in nazionale ― Belgio | Cronologia completa delle presenze e delle reti in nazionale ― Belgio | Cronologia completa delle presenze e delle reti in nazionale ― Belgio | Cronologia completa delle presenze e delle reti in nazionale ― Belgio | Cronologia completa delle presenze e delle reti in nazionale ― Belgio | Cronologia completa delle presenze e delle reti in nazionale ― Belgio | Cronologia completa delle presenze e delle reti in nazionale ― Belgio |
| Data                                                                  | Città                                                                 | In casa                                                               | Risultato                                                             | Ospiti                                                                | Competizione                                                          | Reti                                                                  | Note                                                                  |
| --------------------------------------------------------------------- | --------------------------------------------------------------------- | --------------------------------------------------------------------- | --------------------------------------------------------------------- | --------------------------------------------------------------------- | --------------------------------------------------------------------- | --------------------------------------------------------------------- | --------------------------------------------------------------------- |
| 27-10-2020                                                            | Marijampolė                                                           | Lituania                                                              | 0 – 9                                                                 | Belgio                                                                | Qual. Euro 2022                                                       | -                                                                     | 77’                                                                   |
| 17-9-2021                                                             | Danzica                                                               | Polonia                                                               | 1 – 1                                                                 | Belgio                                                                | Qual. Mondiali 2023                                                   | -                                                                     | 76’                                                                   |
| 21-9-2021                                                             | Bruxelles                                                             | Belgio                                                                | 7 – 0                                                                 | Albania                                                               | Qual. Mondiali 2023                                                   | -                                                                     | 72’                                                                   |
| 21-10-2021                                                            | Lovanio                                                               | Belgio                                                                | 7 – 0                                                                 | Kosovo                                                                | Qual. Mondiali 2023                                                   | -                                                                     | 62’                                                                   |
| 26-10-2021                                                            | Oslo                                                                  | Norvegia                                                              | 4 – 0                                                                 | Belgio                                                                | Qual. Mondiali 2023                                                   | -                                                                     | 69’                                                                   |
| 25-11-2021                                                            | Lovanio                                                               | Belgio                                                                | 19 – 0                                                                | Armenia                                                               | Qual. Mondiali 2023                                                   | 2                                                                     | 46’                                                                   |
| 19-2-2022                                                             | San Pedro del Pinatar                                                 | Galles                                                                | 0 – 0 (1 - 3 dtr)                                                     | Belgio                                                                | Pinatar Cup 2022                                                      | -                                                                     | 73’                                                                   |
| 7-4-2022                                                              | Elbasan                                                               | Albania                                                               | 0 – 5                                                                 | Belgio                                                                | Qual. Mondiali 2023                                                   | -                                                                     | 64’                                                                   |
| 12-4-2022                                                             | Pristina                                                              | Kosovo                                                                | 1 – 6                                                                 | Belgio                                                                | Qual. Mondiali 2023                                                   | -                                                                     | 61’                                                                   |
| Totale                                                                |                                                                       | Presenze                                                              | 9                                                                     |                                                                       | Reti                                                                  | 2                                                                     |                                                                       |

## Palmarès

### Club
- Campionato belga: 2

Anderlecht: 2020-2021, 2021-2022

### Nazionale
- Pinatar Cup: 1

2022